# Transport blindat de personal

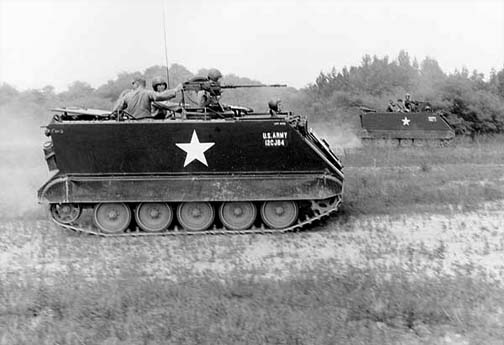
L'M113, a la fotografia, és un dels transports blindats de personal més emblemàtics.

Un transport blindat de personal, també conegut per les sigles APC (de l'anglès Armoured Personnel Carrier), és un vehicle blindat de combat lleuger dissenyat principalment per traslladar la infanteria a les zones de combat de manera segura.
D'aspecte similar al d'un tanc, generalment disposen d'una protecció molt inferior i duen un armament més lleuger. El blindatge és molt bàsic i sol estar fet d'alumini o acer. L'armament, sovint una simple metralladora, és molt menys potent que el d'un tanc tot i que n'hi poden haver variants que portin armes sense retrocés, míssils guiats antitancs o morters.
Els transports blindats de personal van equipats amb motor de combustió i es poden desplaçar amb un sistema de tracció a erugues o amb rodes, segons el model. Els APC no estan dissenyats per prendre part en un combat directe, sinó per portar les tropes al camp de batalla segures de la metralla i emboscades.

## Història
Tot i que els autèntics transports blindats de personal no apareixerien fins a la Segona Guerra Mundial, durant la Primera Guerra Mundial ja es va experimentar amb el transport segur de tropes. Amb el desenvolupament dels primers tancs es van fer algunes proves, per exemple el Mark V britànic estava dissenyat amb un petit compartiment per transportar tropes. Aquest model pot ser considerat com el primer APC. Posteriorment, el 1918, es dissenyaria el Mark IX, orientat al transport d'infanteria, que podia portar fins a 30 persones.
Durant la Guerra Civil Espanyola, a Catalunya, la Comissió d'Indústries de Guerra presidida per Josep Tarradellas va organitzar la fabricació d'unitats blindades. D'aquesta iniciativa en va sorgir el Tanc Sadurní, que en la seva versió de transport servia a l'exèrcit republicà de transport blindat de personal. Aquest vehicle, sense armament, podia remolcar una peça d'artilleria i transportar fins a 6 soldats al camp de batalla.
Amb l'arribada de la Segona Guerra Mundial, l'ús dels APC es va normalitzar als exèrcits de la majoria de bel·ligerants. Vehicles com l'M3 dels Estats Units d'Amèrica o l'SdKfz 251 de l'Alemanya nazi es van usar massivament per transportar els soldats al front.
El 1944, el General Guy Simonds va ordenar la conversió de 72 obusos autopropulsats M7 Priest a transports blindats de personal. Com que eren vehicles que es feien servir per recanvis, els obusos estaven desgastats. Per això, la peça d'artilleria es va eliminar i es va taponar el forat amb acer. El nou vehicle va rebre el nom de Kangaroo. Més tard, els tancs canadencs Ram també serien convertits en APC, ja que s'havien quedat obsolets.
Després de la guerra es van desenvolupar diferents APC especialitzats. Els Estats Units van fabricar una sèrie de vehicles de tracció a erugues, culminant en el M113, del qual se'n van construir 80.000 unitats. La Unió Soviètica va desenvolupar la sèrie de vehicles blindats BTR (literalment "transport blindat"). Al final dels anys 1980, Israel va transformar els seus tancs T-55 en APC, que va esdevenir així un dels blindats més ben protegits, l'IDF Achzarit.

## Tecnologia

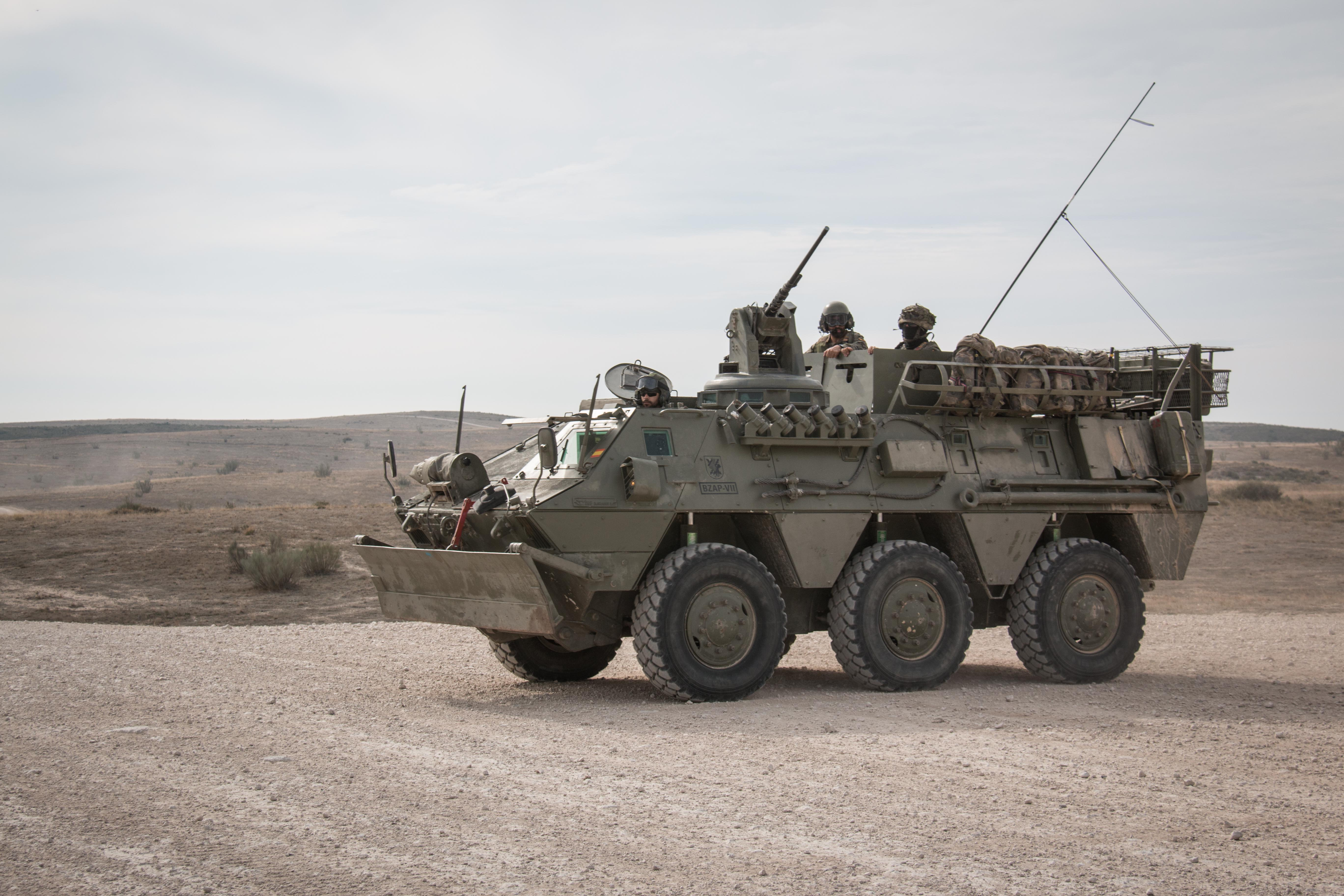
Un BMR-600 espanyol, armat amb una metralladora Browning M2 de 12,7 mm, durant les maniobres de l'OTAN Trident Juncture 2015.

La majoria dels transports blindats de personal utilitzen un motor dièsel comparable al que usen un camió gran o un autobús urbà. L'M113 portava el mateix motor que l'autobús comú de General Motors.
La majoria dels APC són amfibis. Els vehicles de tracció a erugues utilitzen les cadenes per moure's a l'aigua, mentre que els que utilitzen rodes han d'anar equipats amb motors específics. La velocitat típica a l'aigua oscil·la entre els 3 i 6 km/h i requereix aigües tranquil·les amb uns bons punts d'entrada i sortida.
Com a blindatge, els transports blindats utilitzen generalment acer o alumini, que és suficient com a protecció contra armes petites i metralla. Tanmateix, aquest blindatge és insuficient per a la majoria de l'armament antitancs.
L'armament habitual d'un APC consta d'una metralladora pesada de calibre 12,7 o 14,5 mm. Sol estar muntada en la part superior del vehicle, a vegades amb proteccions per al tirador o en una petita torreta. Algunes vegades porta al seu lloc un llançagranades automàtic.

## APC vs. IFV

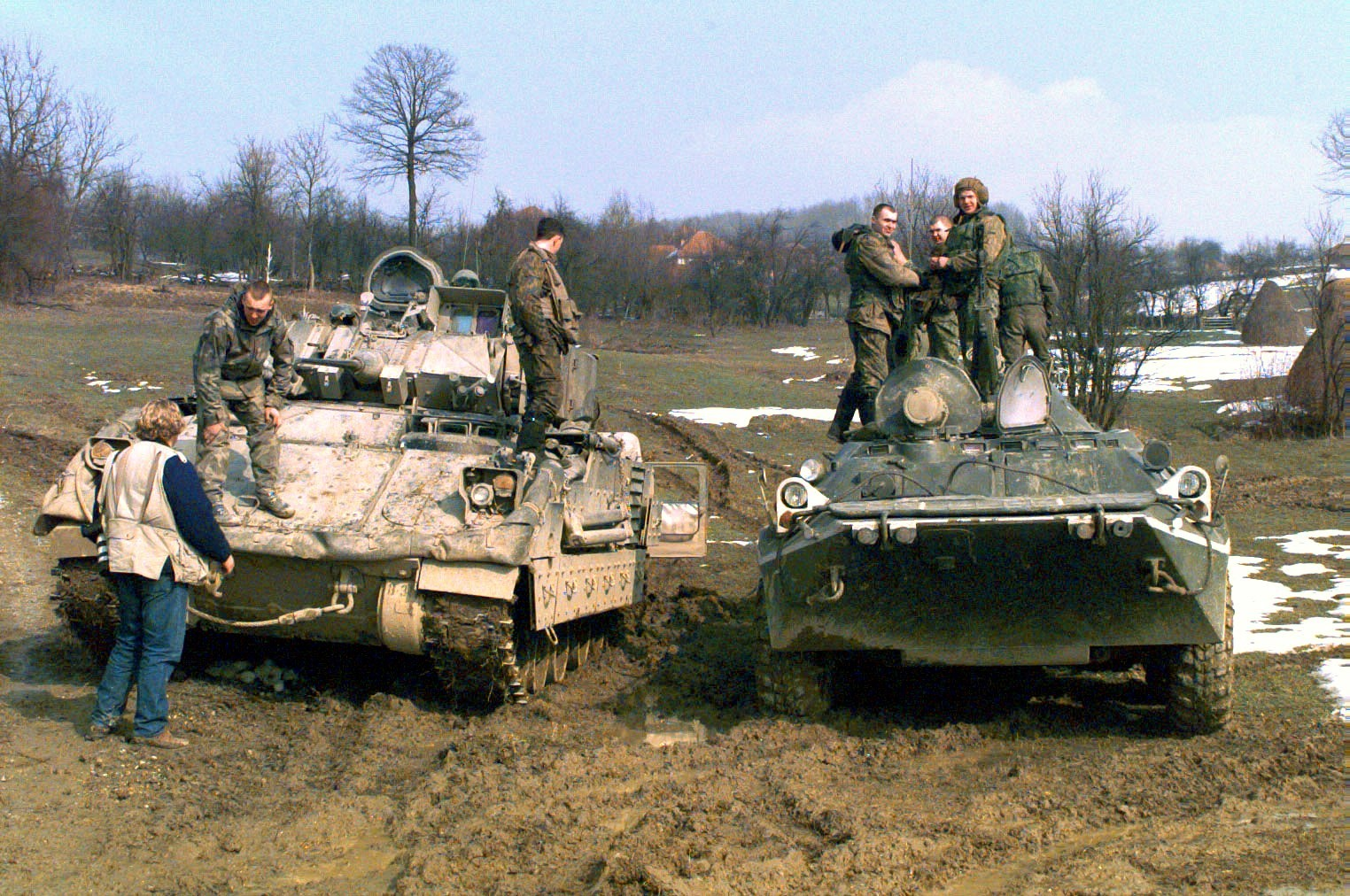
Un APC rus a la dreta, el BTR-80, de costat amb un IFV, estatunidenc, l'M2 Bradley

La idea de l'APC s'ha transformat en l'època actual en el vehicle de combat d'infanteria (IFV), en el que les tropes poden combatre utilitzant les seves armes a través de ranures del vehicle, en lloc de ser transportats només.
L'experiència real en combat, tanmateix, ha demostrat que la infanteria no pot lluitar amb eficàcia des del seu vehicle i que un atac és pràcticament un suïcidi. Com a resultat, la majoria dels vehicles d'infanteria no tenen les ranures de tret, cobrint-los amb blindatge addicional. En els nous dissenys, aquestes ranures s'ometen completament.
En conseqüència, la major diferència entre els APC i els IFV és actualment el tipus d'armament que porten: els vehicles d'infanteria porta armament pesant com canons automàtics de 20 a 40 mm amb capacitat anticarro, mentre que els transports de personal només porten metralladores.
Molts dissenys d'APC s'han convertit en IFV afegint-los un canó automàtic, i molts xassís tenen una versió de transport de personal amb metralladora i llançagranades i de vehicle d'infanteria amb canó. La raó per a això pot ser els costos o la necessitat de més espai interior, ja que el canó automàtic i la seva munició redueix la capacitat de tropes que pot portar.

## Galeria

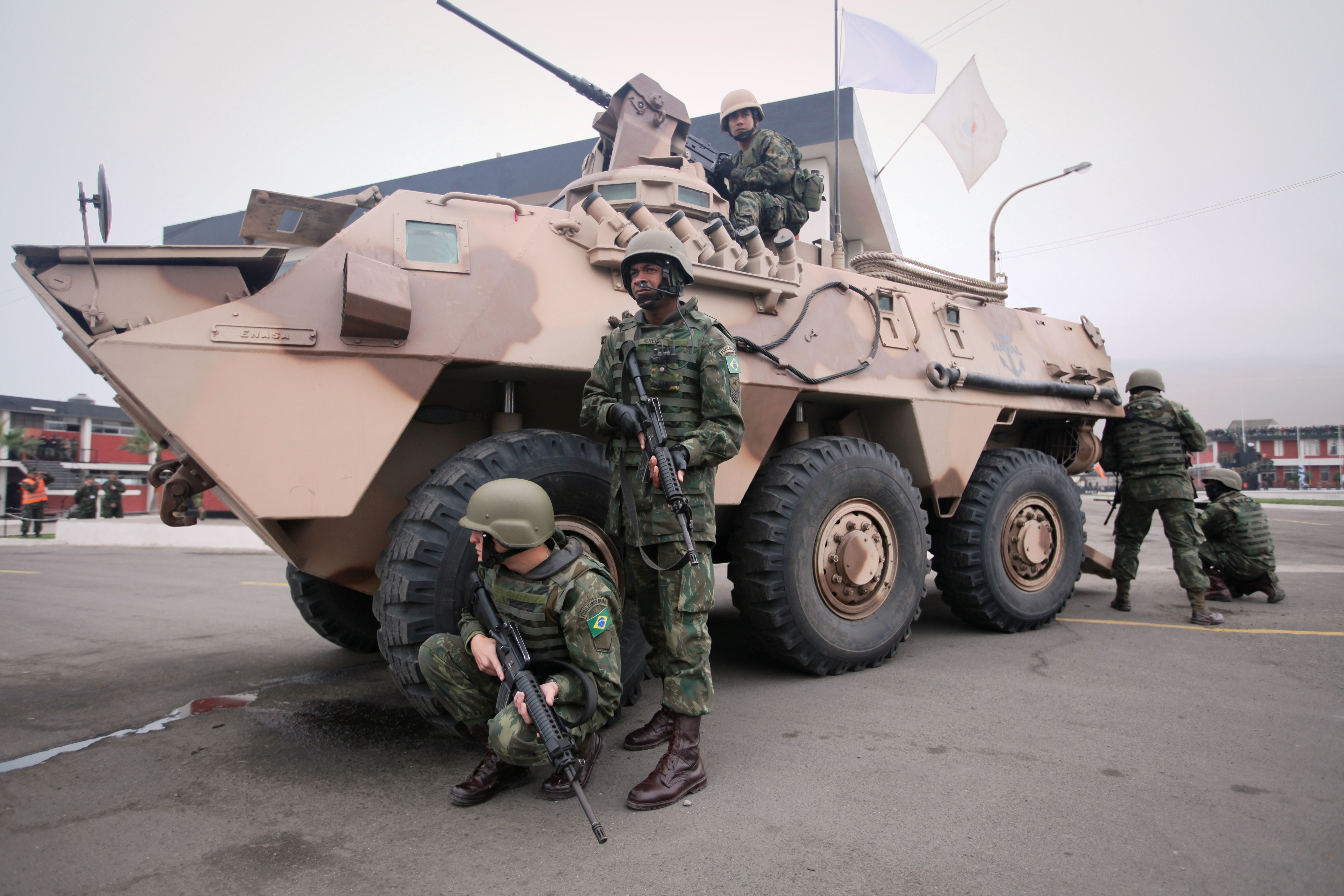
El BMR d'origen espanyol, usat per la infanteria de marina peruana
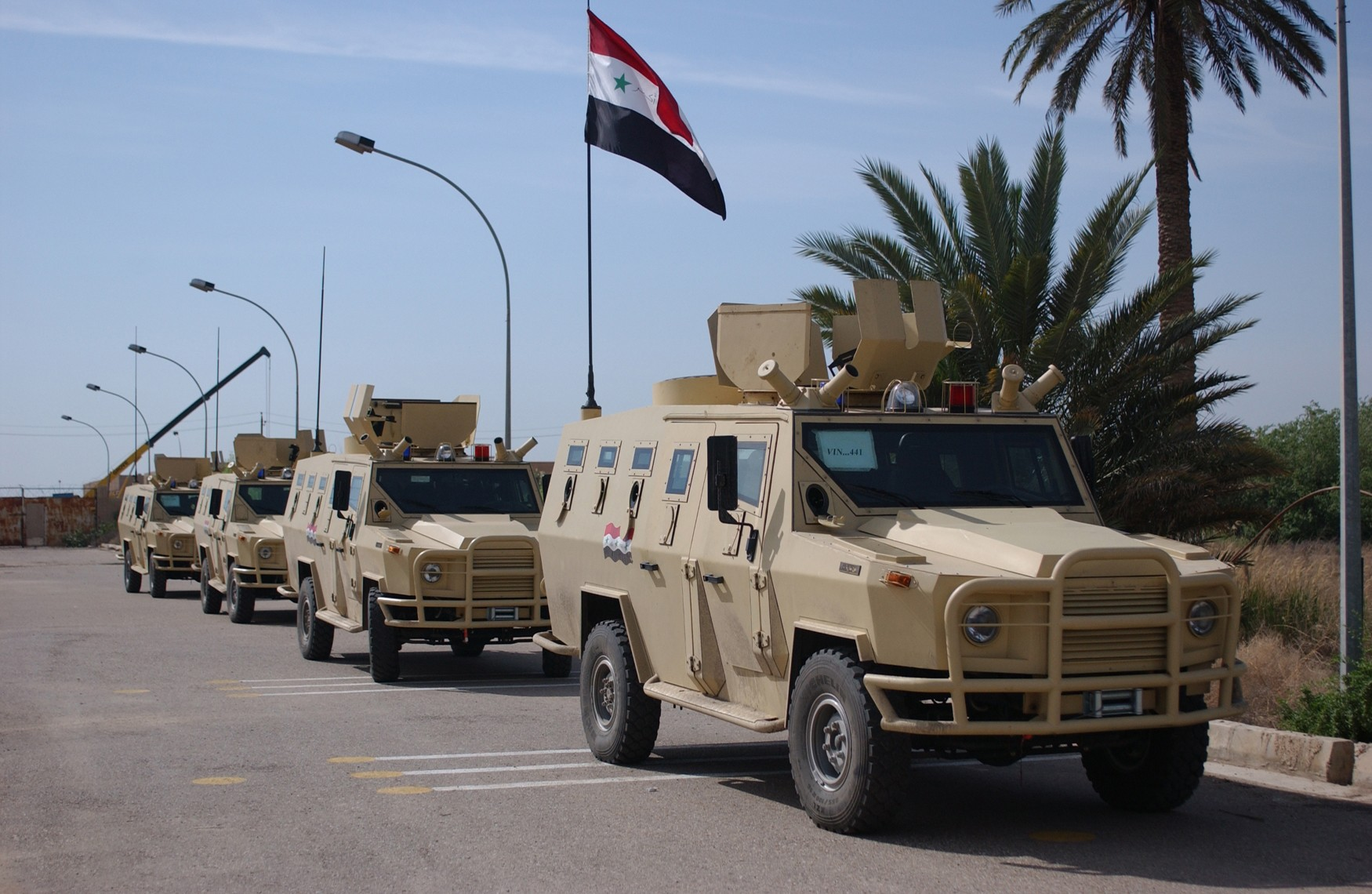
Dzik-3s polonès de l'Exèrcit de l'Iraq
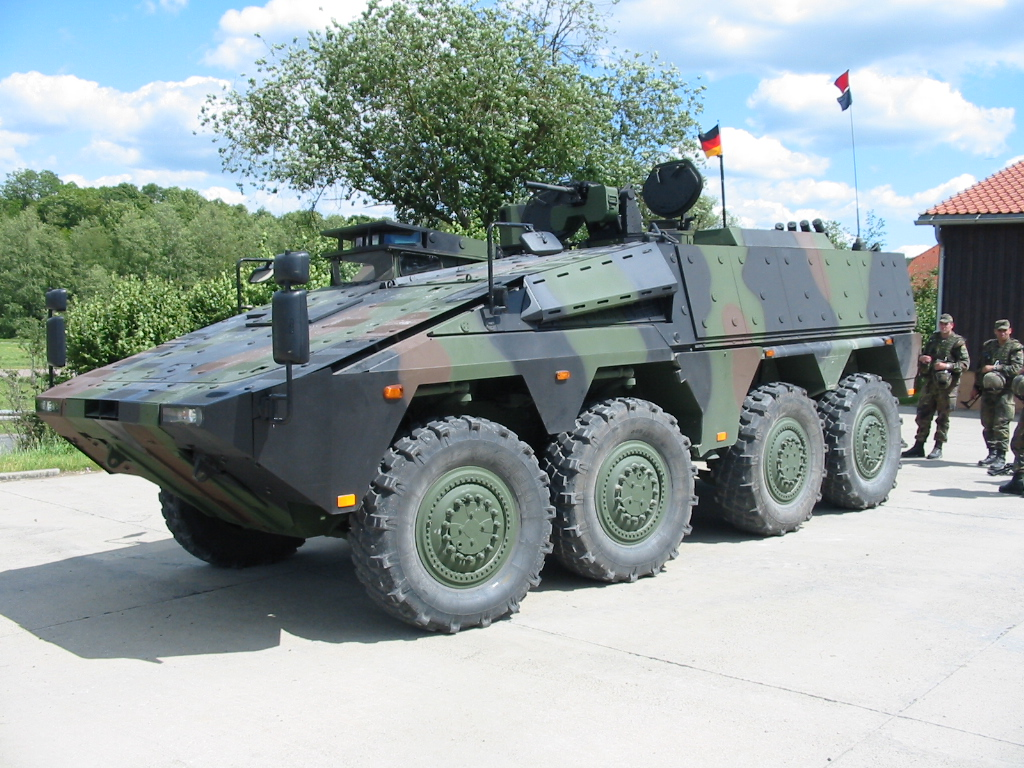
APC GTK Boxer alemany/holandès (aquí: un model de l'Exèrcit Alemany)
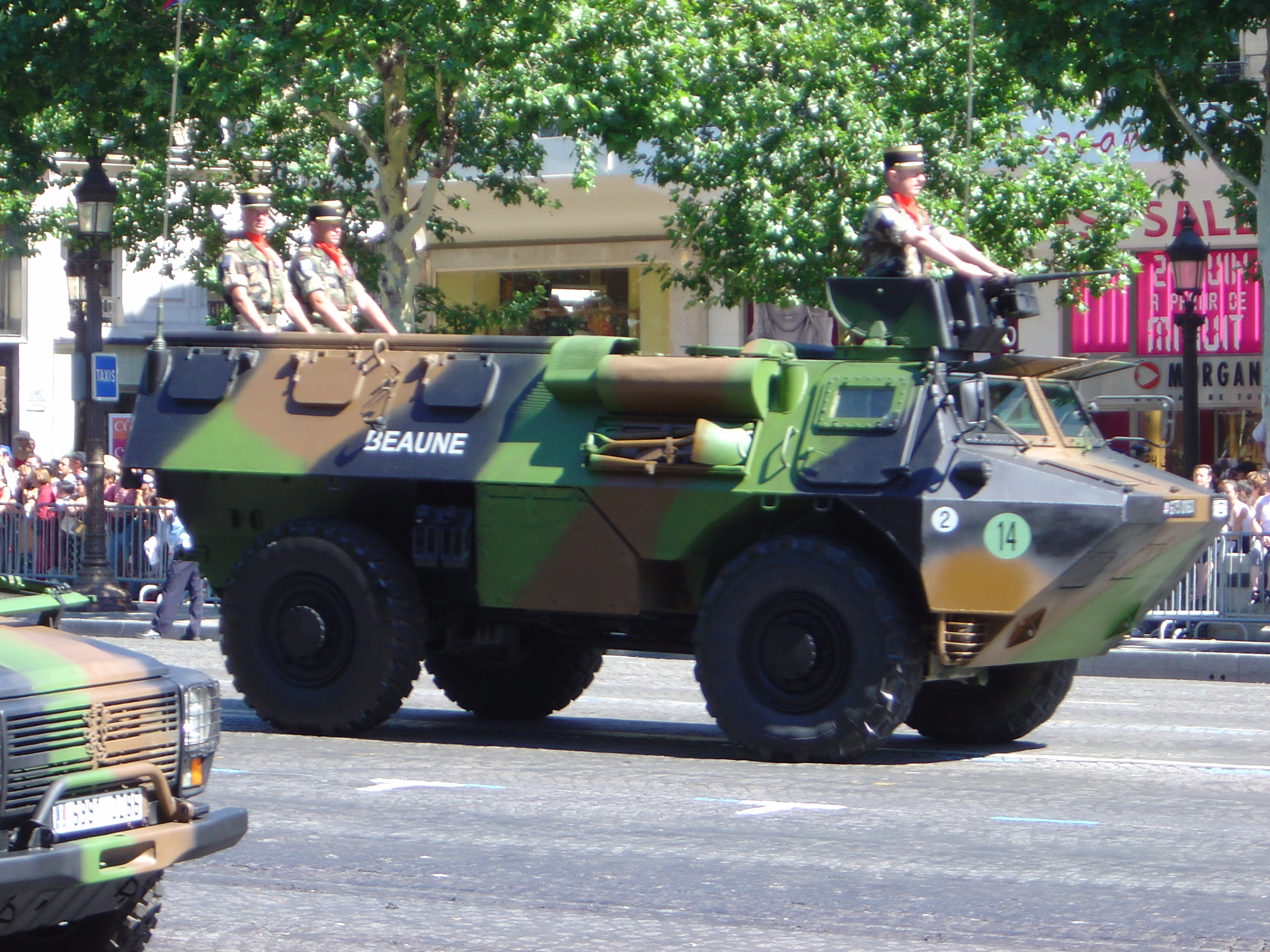
Un VAB francès, un dels APCs més comuns
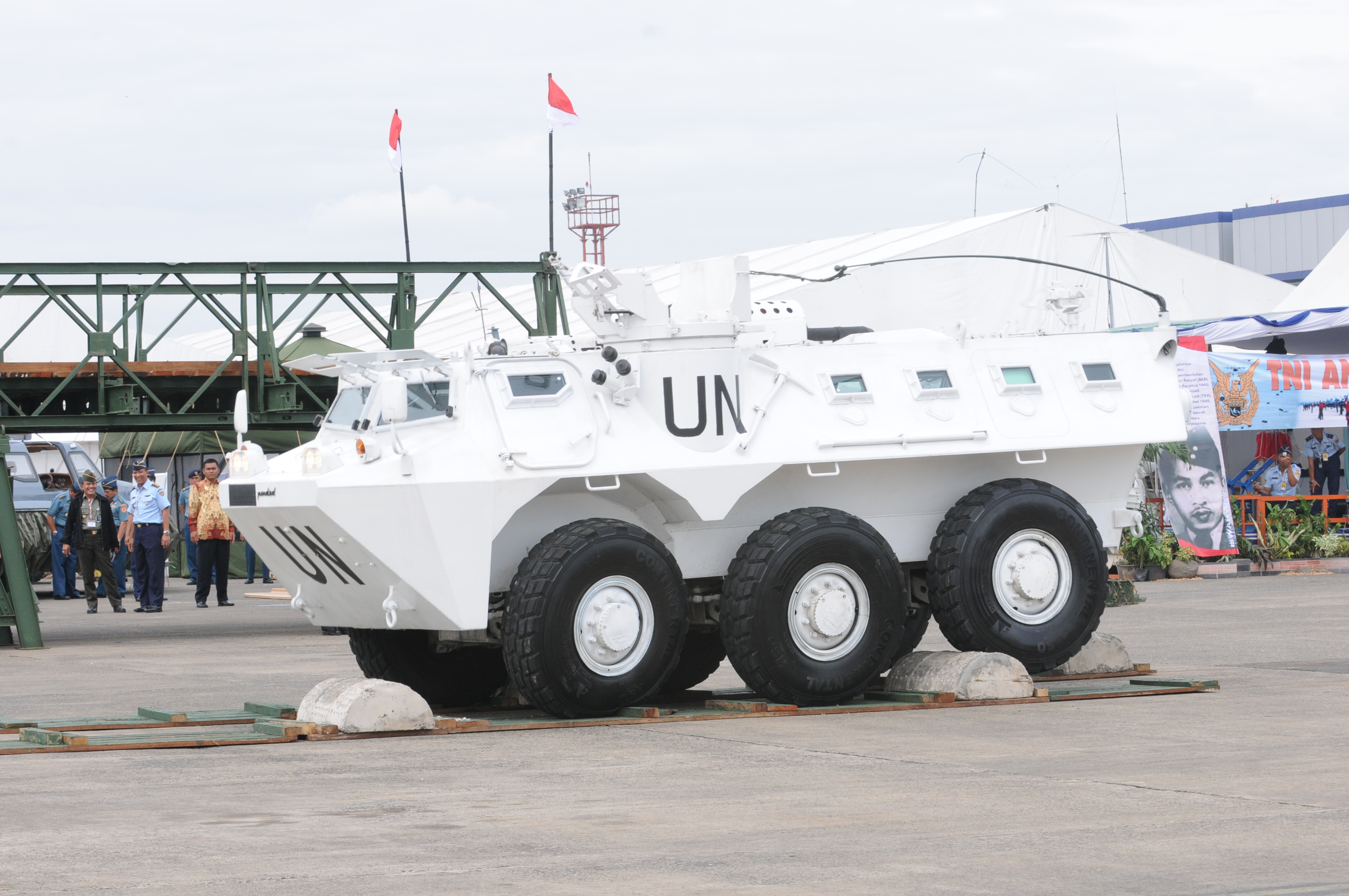
Pindad Panser Indonèsia - ANOA 6X6 APS UN
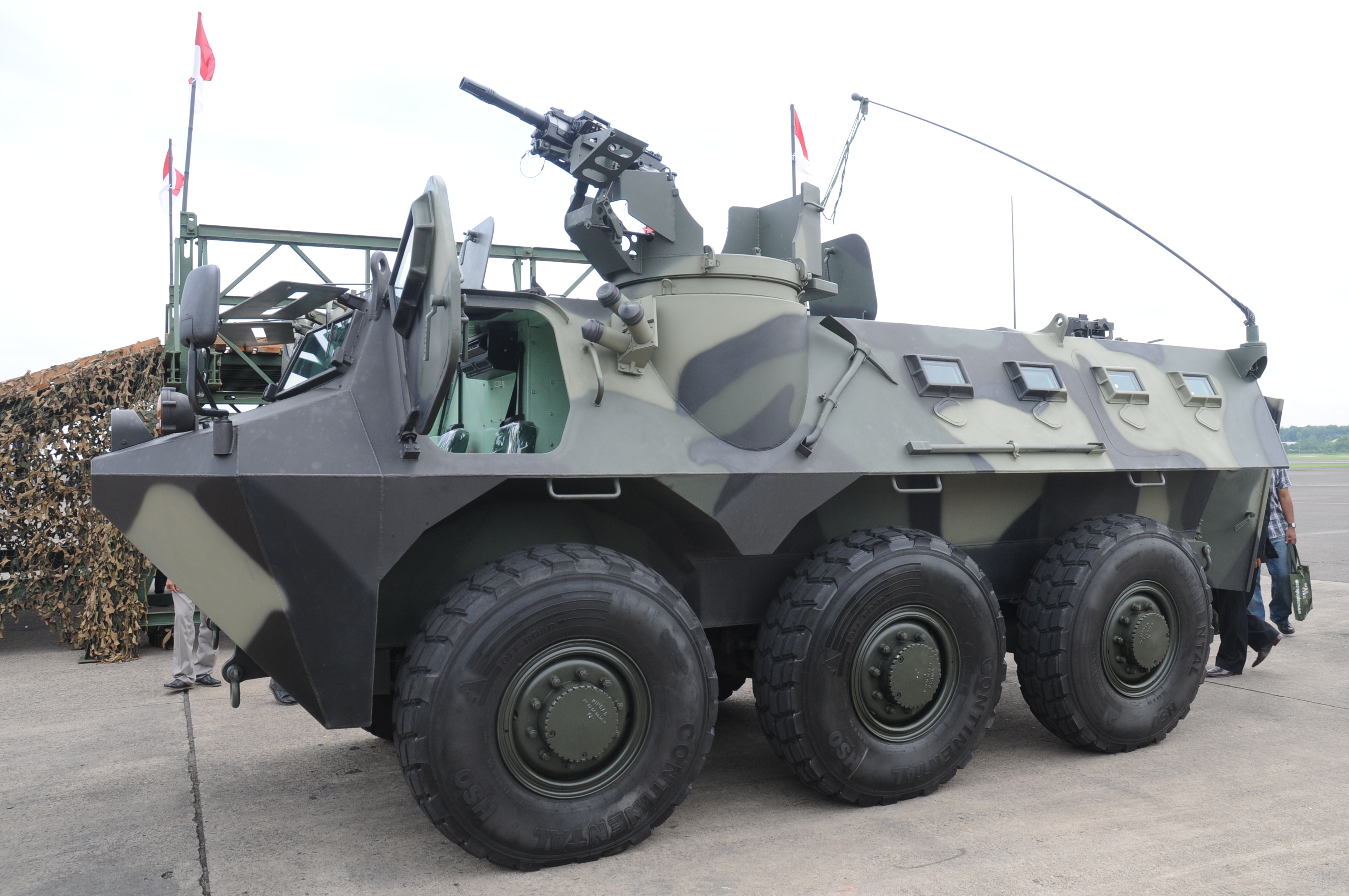
APC Indonèsia Pindad Panser - ANOA 6X6 APS